# 费扎巴德 (阿富汗)
费扎巴德位于阿富汗东北部科克恰河畔，是巴达赫尚省的首府。